# Grad Plešivec
Plešivec (nemško Schloss Tanzenberg) je renesančni grad v občini Šentvid ob Glini na Gosposvetskem polju na avstrijskem Koroškem, v katerem je bila dolga leta osrednja izobraževalna ustanova za koroške Slovence.

## Zgodovina
Grad je prvič omenjen leta 1247. Brata Žiga in Wolfgang iz Hodiš sta leta 1515 začela z izgradnjo današnjega grajskega kompleksa. Grad, ki ima štiri krila okoli osrednjega arkadnega dvorišča, se uvršča med najpomembnejše renesančne zgradbe v Avstriji.
V 19. stoletju so stavbe že propadale. Leta 1802 so prenesli najpomembnejšo umetniško delo, šestkotni studenec, z osrednjega dvorišča gradu na mestni trg v Breže na severnem Koroškem, kjer stoji še danes. Enkratne reliefne plošče studenca predstavljajo Ovidove Metamorfoze.
Leta 1891 je grad kupil Georg von Gutmannsthal, do leta 1898 pa ga je temeljito prenovil. Obe spodnji nadstropji sta še iz 16. stoletja. V severovzhodnem krilu je ohranjen del srednjeveškega gradu. V prvem in v drugem nadstropju dvorišča so renesančne arkade. Ko so redovniki olivetanci kupili grad leta 1898, so zgradili na mestu velike dvorane novoromansko cerkev. V njej je slovenski umetnik in absolvent šole na Plešivcu Valentin Oman oblikoval freske ter oltar.
Od leta 1942 do konca vojne je bilo na Plešivcu osrednje skladišče osrednje knjižnice nacistov. Po vojni je Samostan prešel v last ordinariata Krške škofije.

## Gimnazija
Danes je grad last Krške škofije. V stavbi domuje humanistična in novojezična gimnazija, to je Zvezna gimnazija in Marijanij Plešivec.  
V šolskem letu 2010/11 je bilo na Plešivcu 13 razrednov spodnje stopnje ter 8 razredov višje stopnje gimnazije.
Vse do ustanovitve Zvezne gimnazije za Slovence v Celovcu leta 1957 je bila gimnazija na Plešivcu tudi osrednja izobraževalna ustanova za Slovenske fante na avstrijskem Koroškem.

### Znani dijaki in absolventi
- Florjan Lipuš
- Valentin Oman
- Reginald Vospernik
- Karl Smolle
- Peter Handke
- Engelbert Obernosterer
- Harald Dobernig